# Tatatila
Tatatila es una localidad del estado mexicano de Veracruz. Es cabecera del municipio de Tatatila.

## Demografía
| Censo | Población |
| ----- | --------- |
| 1900  | 605       |
| 1910  | 634       |
| 1921  | 234       |
| 1930  | 315       |
| 1940  | 387       |
| 1950  | 422       |
| 1960  | 558       |
| 1970  | 689       |
| 1980  | 1316      |
| 1990  | 872       |
| 1995  | 790       |
| 2000  | 788       |
| 2005  | 879       |
| 2010  | 960       |
| 2020  | 1062      |